# Orford (canton)
Pour les articles homonymes, voir Orford.
Orford est un canton canadien du sud-ouest du Québec situé dans la municipalité régionale de comté de Memphrémagog dans la région administrative de l'Estrie.  Il fut proclamé officiellement le 5 mai 1801.  Il couvre une superficie de 35 480 hectares. La municipalité québécoise d'Orford est liée à ce canton.

## Toponymie
Le nom du canton est attesté depuis au moins 1795 puisqu'on le retrouve sur la carte de Gale et Duberger datant de cette époque. Ce nom aurait pour origine celui d'un village homonyme de la région du Suffolk en Angleterre.

## Tourisme
En 2018, le mont Orford, qui est l’attraction touristique principale de la municipalité de Orford, entame deux projets d’envergure afin d’agrandir le chalet et de moderniser le système d’enneigement ainsi que la mise à niveau des remontes mécaniques. Ces travaux totalisent des investissements de 11 millions de dollars.